# جنس الإله

في الديانات التوحيدية، لا يمكن للفرد ان يعتبر الجنس بمعناه المعتاد عند الله. لأنهم يؤمنون بأن الله واحد ولا يمكن اقران صفاته بالآخرين؛ وهكذا، في النهاية، تعتبر فكرة «الجنس الإلهي» تشبيهًا يستخدمه البشر للتواصل بشكل أفضل مع الله (كمفهوم) دون نسب الجنس إليه. ومن ناحية أخرى

## الله في الديانات التوحيدية
لا يمكن للفرد ان يعتبر الجنس بمعناه المعتاد عند الله. لأنهم يؤمنون بأن الله واحد ولا يمكن اقران صفاته بالآخرين؛ وهكذا، في النهاية، تعتبر فكرة «الجنس الإلهي» تشبيهًا يستخدمه البشر للتواصل بشكل أفضل مع الله (كمفهوم) دون نسب الجنس إليه. ومن ناحية أخرى

### الإسلام
القرآن والإسلام وضع تركيز خاص على وحدانية الله. في القرآن، فكلما يتم ذكر اسم الله، مع ذكر الضمير «هو». في الآيات الثالثة والرابعة من سورة الإخلاص، جاء في وصف الله: «لم يلد ولم يولد، وَلَمْ يَكُنْ لَهُ كُفُوًا أَحَدٌ». في بعض أجزاء القرآن، الضمائر النسبية مثل «نحن» تعني «الشخص المستخدم» لتذكر الله، مثل الآية الخامسة من سورة شمس، التي تنص على: «والسماء وما بناها.» لكن يتم تفسير استخدام ضمير الجمع لوصف شخص مفرد تفيد التعظيم.

## الله
" فَاطِرُ ٱلسَّمَٰوَٰتِ وَٱلۡأَرۡضِۚ جَعَلَ لَكُم مِّنۡ أَنفُسِكُمۡ أَزۡوَٰجٗا وَمِنَ ٱلۡأَنۡعَٰمِ أَزۡوَٰجٗا يَذۡرَؤُكُمۡ فِيهِۚ لَيۡسَ كَمِثۡلِهِۦ شَيۡءٞۖ وَهُوَ ٱلسَّمِيعُ ٱلۡبَصِيرُ "

## أخرى
سبحانه وتعالى 